# People's Television Network
Pour les articles homonymes, voir PTV.
People's Television Network, Inc. (PTNI) est un groupe de radiodiffusion public appartenant au gouvernement des Philippines. Elle a été fondée le 2 février 1974. Le siège de la société est à Quezon City.

## Histoire
Le réseau de télévision du gouvernement philippin a été créé en 1974 sous le nom de Government Television (GTV-4). Son nom a été changé pour Maharlika Broadcasting System en 1980, à peu près au même moment où le réseau de télévision a commencé à diffuser en couleur.
À la suite de la Révolution jaune en 1986, la chaîne de télévision a été baptisée télévision populaire. Avec la réforme législative de 1992, la chaîne de télévision est devenue une entreprise publique.

## Chaînes de télévision

### Actuel
- PTV
- Congress TV
- Radyo Pilipinas 1

### Ancien
- Salaam TV